# Vorderindisches Schuppentier
Das Vorderindische Schuppentier oder Indien-Schuppentier (Manis crassicaudata) ist eine Säugetierart aus der Familie der Schuppentiere (Manidae). Es stellt einen großen Vertreter der Schuppentiere dar, dessen Verbreitungsgebiet Südasien („Vorderindien“) umfasst. Dort bewohnt die Schuppentierart dichte Wälder, offene Landschaften und auch teils wüstenartige Gebiete. Sie ist nachtaktiv, einzelgängerisch und bodenlebend, kann aber auch gut in Bäumen klettern. Die Hauptnahrung stellen Ameisen und Termiten dar, über die genaue Lebensweise gibt es aber nur wenige Informationen. Allgemein gilt das Vorderindische Schuppentier als selten und sein Bestand ist durch zunehmende Jagd stark bedroht. Hauptsächlich die Schuppen, aber auch andere Körperteile dienen in lokalen medizinischen Bräuchen als Heilmittel, ebenso gelangen sie häufiger auch auf den internationalen Schwarzmarkt. Ein weiterer Gefährdungsfaktor ist die hohe menschliche Bevölkerungsdichte im Verbreitungsgebiet. Erstmals erwähnt wurde diese Schuppentierart im Jahr 1803.

## Merkmale

### Habitus
Das Vorderindische Schuppentier ist ein großer Vertreter der Schuppentiere. Es erreicht eine Kopf-Rumpf-Länge von 51 bis 75 cm und eine Schwanzlänge von 33 bis 47 cm. Der Schwanz ist damit deutlich kürzer als der restliche Körper. Das Gewicht schwankt zwischen 10 und 16 kg. Männliche Tiere sind in der Regel größer als weibliche, ein besonders großes Exemplar aus Rajasthan maß insgesamt 170 cm in der Gesamtlänge und wog über 32 kg. Eine Untersuchung von 10 Individuen vom Pothohar-Plateau in Pakistan ergab durchschnittlich etwas größere Körpermaße. So variierten die Körperlängen ausgewachsener Tiere zwischen 76,2 und 84,3 cm, die Schwanzlängen zwischen 53 und 71 cm und das Körpergewicht von 11 bis 20 kg. Charakteristisch ist der bei allen Schuppentieren ausgebildete Schuppenpanzer, der die Oberseite des Kopfes, den Rücken und die Flanken, die Außenseiten der Gliedmaßen sowie den Schwanz bedeckt. Er besteht aus bis zu 294 einzelnen Schuppen, die einheitlich gelbbraun gefärbt und äußerst massiv gestaltet sind. Ihre Größe variiert je nach Körperlage. Die kleinsten Schuppen befinden sich am Kopf und sind nur 2 cm lang. Am größten werden sie am Rumpf und weisen dort eine Länge von 6,5 bis 7,0 cm und eine Breite von bis zu 8 cm auf, wobei sie zwischen 7 und 10 g wiegen. Am Rumpf sind die Schuppen in 13 bis 15 Reihen angeordnet. Die Größe der Schuppen nimmt dabei nach hinten zu. Auf der Rückenlinie des Körpers verläuft vom Kopf bis zur Schwanzspitze eine einzelne Reihe an Schuppen, die Anzahl beträgt insgesamt 46, davon entfallen 14 bis 16 auf den Schwanz. Der Schwanz ist äußerst massiv, an der Wurzel kann er einen Umfang von 30 cm aufweisen. Das Ende des Schwanzes ist vollständig mit Schuppen bedeckt und zeigt keine freie Hautstelle. Zwischen den einzelnen Schuppen sprießen lange, dünne Haare von heller Färbung, die auch auf den unbeschuppten Körperpartien nur spärlich vorhanden sind. Die Haut ist braun gefärbt, nur an der Nase erscheint sie dunkler. Die kleinen Augen besitzen eine dunkle Iris, die Ohren werden durch einen verdickten Knorpelkamm von maximal 2 cm Länge angezeigt. Die Zunge misst bis zu 42,5 cm und erreicht somit mehr als ein Drittel der Gesamtlänge der Tiere. Die Vorderbeine sind geringfügig länger als die Hinterbeine. Die Gliedmaßen enden sowohl vorn als auch hinten in je fünf Strahlen, die gebogene Krallen tragen. Die hinteren Krallen sind kürzer als die vorderen. Am Vorderfuß ist die mittlere zusätzlich verlängert und als Grabkralle ausgebildet.

### Schädel- und Skelettmerkmale
Der Schädel besitzt eine Länge von 9 bis 16 cm und ist konisch geformt mit einem relativ langen und kräftigen Rostrum. Der Jochbogen zeigt sich typischerweise nicht geschlossen. Die Wirbelsäule umfasst 7 Hals-, 15 Brust-, 6 Lenden-, 3 Kreuzbein und 26 bis 30 Schwanzwirbel. Die vorderen Lendenwirbel besitzen außerordentlich gut entwickelte Wirbelbögen.

## Verbreitung und Lebensraum

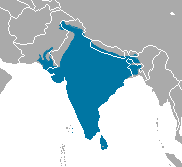
Verbreitungsgebiet (blau) des Vorderindischen Schuppentiers

Das Verbreitungsgebiet des Vorderindischen Schuppentiers umfasst das nord- und südöstliche Pakistan, den größten Teil Indiens, das südliche Nepal sowie die Insel Sri Lanka. Ursprünglich kam es auch in Bangladesch (mit Ausnahme der Küstenregion) vor, wo es jedoch höchstwahrscheinlich verschwunden ist. Zweifelhafte Berichte liegen zudem aus Myanmar und China vor. Die Schuppentierart bewohnt eine Reihe von Lebensräumen wie tropische Regenwälder, Sekundärwälder und Grasländer. In Pakistan ist sie auch in Dornbuschsavannen nachgewiesen, so dass sie auch eine gewisse Toleranz für Trockengebiete zeigt. Sofern ein ausreichendes Nahrungsangebot vorhanden sind, können die Tiere auch in der Nähe von menschlichen Siedlungen angetroffen werden. In der Regel bewohnt das Vorderindische Schuppentier Flach- und Hügelländer. Auf Sri Lanka wurde es bis in Höhen von 1100 m beobachtet, in den Nilgiri-Bergen im südlichen Indien bis in Höhen von 2300 m. Allgemein gilt die Schuppentierart als selten, die geringste Populationsdichte wird für die Refugien in den westlichen und östlichen Randbereichen des Verbreitungsgebietes angenommen. Untersuchungen vom pakistanischen Pothohar-Plateau ergaben nur 0,005 bis 0,015 Individuen je Hektar. Das Verhältnis von Männchen zu Weibchen liegt dabei Untersuchungen zufolge bei 1,6:1.

## Lebensweise

### Territorialverhalten

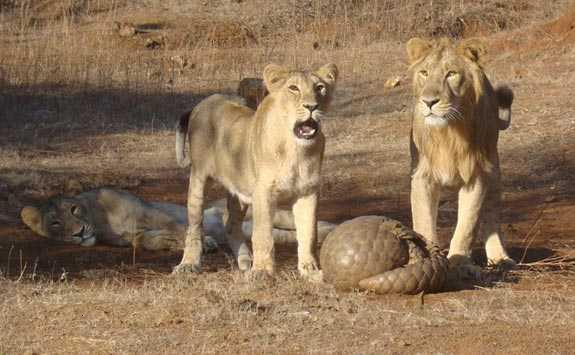
Zum Schutz vor Löwen zu einer Kugel zusammengerolltes Vorderindisches Schuppentier

Das Vorderindische Schuppentier ist einzelgängerisch und hält sich vorwiegend am Boden auf, Tiere in den Regenwäldern Sri Lankas klettern aber auch gelegentlich auf Bäume. Die Lebensweise ist aufgrund seltener Sichtungen weitgehend unerforscht. Die Hauptaktivität findet während der Dämmerung und nachts zwischen 17:00 und 05:00 Uhr statt. Verstärkte Aktivitäten konnten bei Untersuchungen von Tieren in Gefangenschaft zwischen 20:00 und 21:00 sowie zwischen 23:00 und 24:00 Uhr festgestellt werden, wobei die längste Phase rund zwei Stunden dauerte. Die Schuppentierart gräbt ihre eigenen Baue, die sich häufig unter großen Felsen befinden. Dabei lockert ein Tier das Erdreich mit den Vorderfüßen und stößt es mit den Hinterfüßen weg. Bei tieferen Bauen schiebt es die Erde rückwärts kriechend mit den Vorderfüßen raus. Ein einzelner Bau erreicht, abhängig von der Bodenbeschaffenheit, zwischen 1,5 m Länge in Gebieten mit festeren und 6 m in solchen mit lockeren Böden. Die Eingänge sind zwischen 23 und 30 cm groß, sie sind in der Regel mit Schlamm verdeckt. Neben den Schlafbauen, die regelmäßiger aufgesucht werden, können noch kurzfristig gegrabene Fressbaue unterschieden werden. Diese sind weitaus häufiger, mit 20 bis 35 cm Länge deutlich kürzer und zeichnen sich durch eine Anhäufung mit Überresten von Insekten aus. Untersuchungen in Pakistan ergaben, dass das Vorderindische Schuppentier seine Baue gern in der Nähe von Ziziphus- oder Acacia-Sträuchern anlegt. Am Boden bewegt sich die Schuppentierart vierfüßig mit dem Gewicht auf dem äußeren Rand der Krallen des Vorderfußes fort, die zudem nach unten umgeklappt sind und nach hinten zeigen. Weiterhin ist der Rücken durchgebogen und der Schwanz wird parallel zum Boden gehalten. Gelegentlich richtet sie sich auf den Hinterbeinen auf, um die Umgebung zu erkunden. Sie ist zudem ein guter Baumkletterer und sichert sich dabei mit dem Schwanz um den Stamm oder Ast gelegt ab. Bei Gefahr stößt das Vorderindische Schuppentier einen Zischlaut aus und rollt sich meist zu einer Kugel zusammen, mit dem Schwanz über dem Kopf, sodass die scharfen Schuppen die schuppenfreien Körperstellen schützen. Es kann aber auch Schläge mit dem Schwanz ausführen. Am Gesäß befinden sich Duftdrüsen, die ein gelbliches Sekret mit moschusartigem Geruch versprühen, was möglicherweise der Markierung dient.

### Ernährung

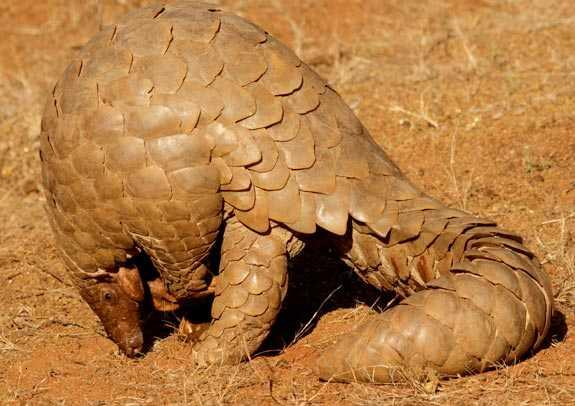
Vorderindisches Schuppentier

Die Nahrung besteht vorwiegend aus Ameisen und Termiten, doch ist das Vorderindische Schuppentier weniger strikt myrmecophag als die anderen asiatischen Schuppentiere. So konsumiert es neben den ausgewachsenen Insekten auch deren Larven und Eier, letztere werden meist bevorzugt. Die Nahrung suchen die Tiere überwiegend am Boden und stöbern sie dort mit ihrem hervorragenden Geruchssinn auf, wobei sie beständig schnüffeln und sich orientieren. Aus Sri Lanka liegen Berichte vor, dass die Schuppentierart auch baumlebende Ameisen frisst, die sie beim Klettern erbeutet. Die Ameisen- und Termitenbauten werden mit den Krallen der Vorderfüße aufgebrochen, bei der Nahrungsaufnahme schnellt die lange, klebrige Zunge in kurzen Abständen aus dem Maul und befördert die Beute dann hinein. Einzelne Individuen des Vorderindischen Schuppentiers gehen sehr selektiv bei der Auswahl der Beute vor und fressen nur bestimmte Ameisen- und Termitenformen, die genauen Arten sind aber in vielen Fällen unbekannt. Analysen von Mageninhalten vom Pothohar-Plateau in Pakistan erbrachten unter anderem Ameisen der Gattung Camponotus und Termiten der Gattung Odontotermis. Ähnliches ergaben Untersuchungen im Yagirala-Waldreservat im südwestlichen Sri Lanka, hier kommen zusätzlich noch die Ameisenvertreter Oecophylla, Anoplolepis und Monomorium hinzu. In beiden Regionen fand sich ein großer Anteil an Bodensubstraten in den Mageninhalten, der mitunter mehr als die Hälfte des Volumens ausmachen kann. Neben staatenbildenden Insekten wurden in einzelnen untersuchten Mageninhalten auch Reste von Käfern und Schaben sowie Häute von Würmern nachgewiesen. Bei Tieren im südindischen Bundesstaat Tamil Nadu konnte der Verzehr von weichschaligen Landschnecken beobachtet werden. Das Vorderindische Schuppentier trinkt Wasser und setzt dabei ebenfalls die Zunge ein. Tiere in wüstenartig trockenen Regionen kommen längere Zeit ohne Wasser aus.

### Fortpflanzung
Über die Fortpflanzung ist kaum etwas bekannt. Höchstwahrscheinlich pflanzt sich das Vorderindische Schuppentier über das gesamte Jahr hin fort, Geburten wurden von Januar bis August sowie von November bis Dezember registriert. Auf dem Pothohar-Plateau im westlichen Verbreitungsgebiet fanden Sichtungen von Jungtieren verstärkt von Dezember bis April statt. Dort zeigen männliche Tiere im Zeitraum vom April bis Oktober einen Anstieg des Testosteron-Pegels, bei weiblichen erhöht sich gleichzeitig der Estradiol- und Progesteron-Ausstoß. Sowohl die Sichtungen der Jungtiere als auch die Veränderungen im Hormonhaushalt werden als Hinweise darauf gewertet, dass das Vorderindische Schuppentier dieser Region sich möglicherweise jahreszeitlich beschränkt fortpflanzt. Während der Paarungszeit teilen sich männliche und weibliche Tiere möglicherweise einen Bau und sind zudem teils tagaktiv. Die Tragzeit wird mit 65 bis 80 Tagen angenommen, es liegen jedoch auch Angaben von rund 140 Tagen beziehungsweise 165 bis 221 Tagen vor. Meist kommt ein Junges, selten auch zwei zur Welt. Dieses ist rund 30 cm lang, einschließlich eines 12 bis 13 cm langen Schwanzes, und 235 bis 400 g schwer. Neugeborene haben geöffnete Augen und weiche Schuppen mit einzelnen sprießenden Haaren zwischen diesen. Sie können schon von Geburt an krabbeln. Meist trägt die Mutter das Jungtier auf der Schwanzwurzel, bei Gefahr rollt es sich mit diesem zusammen ein, um es so zu schützen. Über die Lebenserwartung der Art in freier Wildbahn ist nichts bekannt. Ein Tier verbrachte über 19 Jahre im Zoo von Oklahoma City.

### Parasiten
Als äußere Parasiten sind vor allem Zecken bekannt. Weiterhin wurde das Vorderindische Schuppentier als Träger des Protozoons Toxoplasma und des Darmegels Echinostoma identifiziert.

## Systematik
Das Vorderindische Schuppentier wird als eigenständige Art in die Gattung Manis eingegliedert, die wiederum drei weitere, heute noch bestehende Arten umfasst. Diese Gattung repräsentiert die asiatischen Vertreter der Familie der Schuppentiere (Manidae). Die Gattung Manis wiederum wird in die Unterfamilie Maninae gestellt. Diese steht den afrikanischen Schuppentieren gegenüber, die sich auf die Unterfamilien der Smutsiinae und der Phatagininae verteilen. Die Schuppentiere wiederum gelten gegenwärtig als das einzige Mitglied der Ordnung der Pholidota, die somit monotypisch sind. In die weitläufigere Verwandtschaft der Schuppentiere gehören die Raubtiere (Carnivora), was allerdings erst durch molekulargenetische Untersuchungen ermittelt und abgesichert wurde.
Häufig wird die Gattung Manis in die Untergattungen Manis und Paramanis unterteilt. In dieser Untergliederung gehört das Vorderindische Schuppentier ersterer an. Sein nächster Verwandter ist das Chinesische Schuppentier (Manis pentadactyla), das einzige weitere Mitglied der Untergattung Manis. Die nahe Verwandtschaft mit dem Chinesischen Schuppentier lässt sich allerdings genetisch nicht belegen. Nach Untersuchungen aus dem Jahr 2017 bildet das Vorderindische Schuppentier die Schwestergruppe einer Klade, bestehend aus dem Malaiischen Schuppentier (Manis javanica) und dem Palawan-Schuppentier (Manis culionensis). Die beiden Linien trennten sich bereits im Oberen Miozän vor 9,1 Millionen Jahren.
Fossilfunde des Vorderindischen Schuppentiers sind nicht bekannt. Allerdings ist aus dem heutigen Verbreitungsgebiet die ausgestorbene Art Manis lydekkeri belegt, die in den Carnul-Höhlen bei Madras entdeckt wurde. Ihr kann aber nur ein isoliertes letztes Glied des Mittelfingers mit der typischen Einkerbung für die Kralle zugewiesen werden, das wenig von den heutigen Vertretern abweicht. Mit einer Länge von 5,7 cm übertrifft der Fund vergleichbare Fingerglieder des afrikanischen Riesenschuppentiers (Smutsia gigantea) geringfügig. Das verwandtschaftliche Verhältnis der ausgestorbenen Manis-Arten zu den heutigen Vertretern ist ungeklärt. Unterarten des Vorderindischen Schuppentiers sind nicht bekannt. Die wissenschaftliche Erstbeschreibung der Art erfolgte im Jahr 1803 durch Étienne Geoffroy Saint-Hilaire. Eine Zeit lang galt auch John Edward Gray als Erstautor, der die Art 1827 erwähnte.

## Bedrohung
Das Vorderindische Schuppentier wird stark bejagt, zum Teil wegen des Fleisches, das lokal als Nahrungsmittel dient. Die Schuppen und andere Körperteile, etwa das Gehirn oder Körperfett, aus dem beispielsweise Öle gewonnen werden, gelten als Heilmittel oder Aphrodisiakum in örtlichen Traditionen und die Haut wird zur Herstellung von Leder genutzt. Zunehmend ist das Vorderindische Schuppentier aber auch in den internationalen Handel eingebunden, der vor allem die Schuppen betrifft, die in Ostasien für die Traditionelle Chinesische Medizin eingesetzt werden. So wurden auf dem Pothohar-Plateau in Pakistan zwischen Januar 2011 und April 2012 von Behörden allein 118 getötete oder gefangene Tiere sichergestellt. Wie die anderen Arten der Schuppentiere auch ist das Vorderindische Schuppentier seit dem Jahr 2000 durch das Washingtoner Artenschutz-Übereinkommen (CITES) geschützt. Daher ist auch jeglicher Handel mit den Tieren oder deren Körperteilen verboten (zero annual export quota des CITES). Ein Großteil des Verbreitungsgebietes der Schuppentierart gehört darüber hinaus zu den am dichtesten von Menschen besiedelten Gebieten überhaupt. Zwar kann sich das Vorderindische Schuppentier auch an von Menschen beeinflusste Areale anpassen, doch stellt die anhaltende Lebensraumzerstörung eine weitere große Bedrohung für seinen Bestand dar. Untergeordnet werden einzelne Tiere auch Opfer von Verkehrsunfällen. Die IUCN listet die Art daher als „stark gefährdet“ (endangered) und geht von einer stark rückgängigen Populationsgröße aus. Das Vorderindische Schuppentier ist in mehreren Naturschutzgebieten präsent, so im Chitwan-Nationalpark in Nepal und im Gir-Nationalpark in Indien.